# Tin Hau-Tempel (Causeway Bay)
Tin Hau Temple in Causeway Bay (chinesisch 銅鑼灣天后廟 / 铜锣湾天后庙, Pinyin Tóngluó Wān Tiānhòu miào, Jyutping Tung4lo4 Waan4 Tin1hau6 Miu2, ugs. 天后古廟 / 天后古庙 – „Alte Tin Hau-Tempel“) ist einer der vielen Tin-Hau-Tempel Hongkongs. Er befindet sich auf der Tin Hau Temple Road Nr. 10 (天后廟道10號), in der Innenstadt Hongkongs nahe Causeway Bay, östlich des Victoria Parks im Eastern District. Der Tempel war namensgebend für den gleichnamigen Tin Hau Bahnhof der Hongkonger U-Bahn-Linie Island Line sowie des benachbarten Stadtviertels Tin Hau (天后區).

## Geschichte

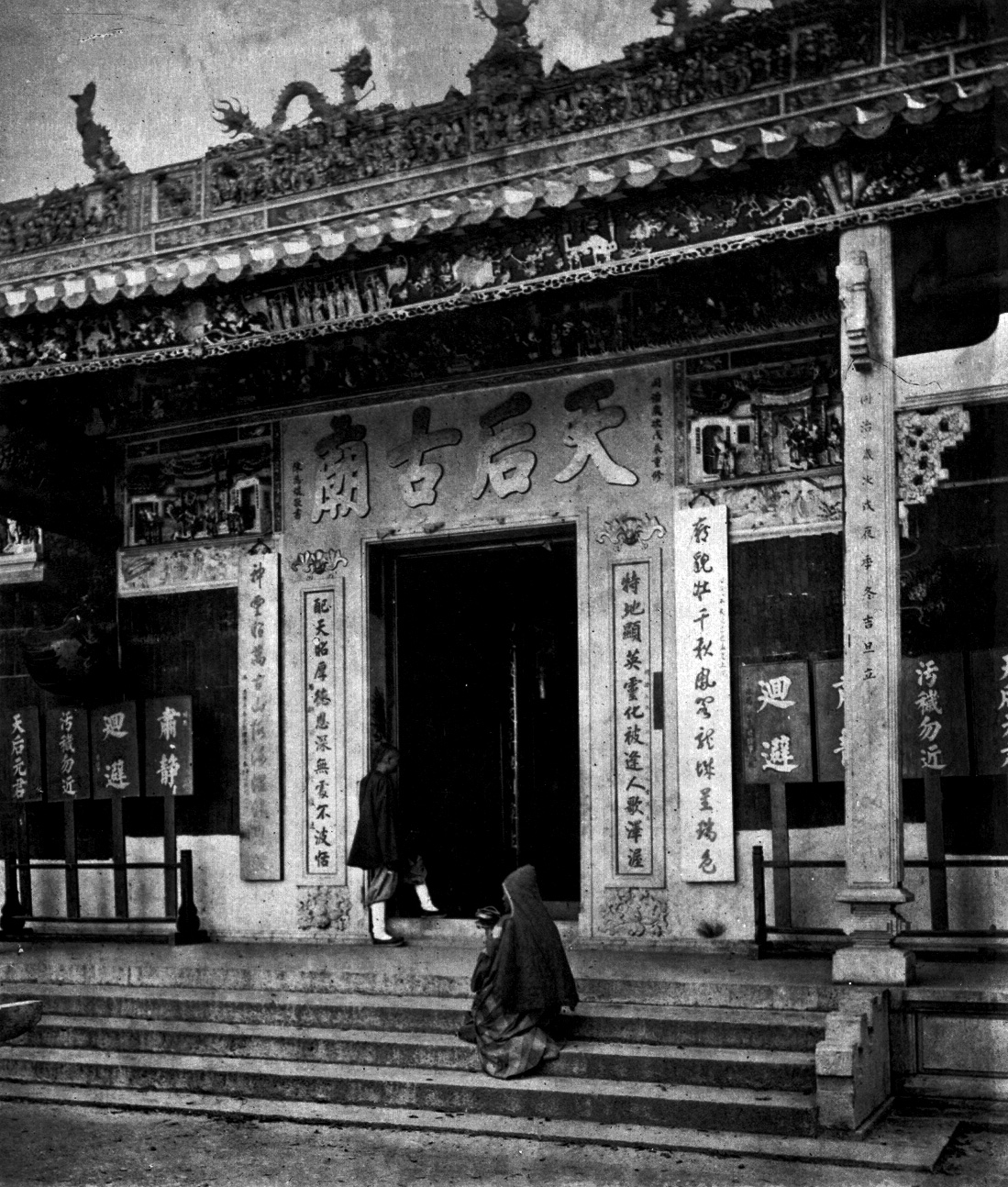
Historische Foto J. Thomson, 1869.

Der ursprüngliche Tempel stammt aus dem Jahr 1747 – nach dem Datum der Tempelglocke. Er wurde von Mitgliedern der Familie Tai (戴氏,  Dài shì) gebaut, Hakkas aus Guangdong, die sich zuerst in Kowloon angesiedelt hatten. Nach der Legende kam die Familie öfter mit dem Boot nach Causeway Bay um Gras zu sammeln. Dabei entdeckten sie einen Duftrauchbrenner, der wundersam auf dem Meer schwamm. Dieses Ereignis führte zu einem der vorkolonialen Namen für Hong Kong Island, Hung Heung Lo (roter Duftrauchbrenner, 紅香爐,  hóng xiānglú – „roter Weihrauchfass“).
Das heutige Gebäude geht zurück auf das Jahr 1868 und trotz verschiedener Renovierungsarbeiten besteht es noch immer großteils in seiner originalen Form. Heute steht der Tempel inland als Folge der Landgewinnung, während der ursprüngliche Standort am Ufer war.

## Architektur
Der Tempel ist bekannt für die fein gearbeiteten Shek Wan-Figuren auf dem Dach und den Dachtraufen und für die Qualität der Steinmetzarbeit am Eingang. In dem Tempel sind Hauptaltar und verschiedene Seitenaltäre der Meeresgottheit und Schutzpatronin der Seefahrer Tin Hau (Mazu) geweiht.
Weitere Seitenaltäre sind der Kwun Yum (Guānyīn, 觀音), der Bodhisattva des Mitgefühls aus dem Mahayana-Buddhismus und dem Tsoi San (Cáishén, 財神), dem Gott des Wohlstands geweiht. Außerdem gibt es Altäre für den schwarz-gesichtigen Pau Kung (Bāogōng, 包公), den gnädigen gerechten Richter der Unterwelt aus der chinesischen Volksglaube. Er wird in der Hoffnung verehrt, dass er den Seelen in seiner Obhut gnädig sei.

## Denkmalschutz
Der Tin Hau Temple in Causeway Bay wurde 1982 in das Verzeichnis der Kulturdenkmäler der Sonderverwaltungszone Hongkong aufgenommen.

## Galerie

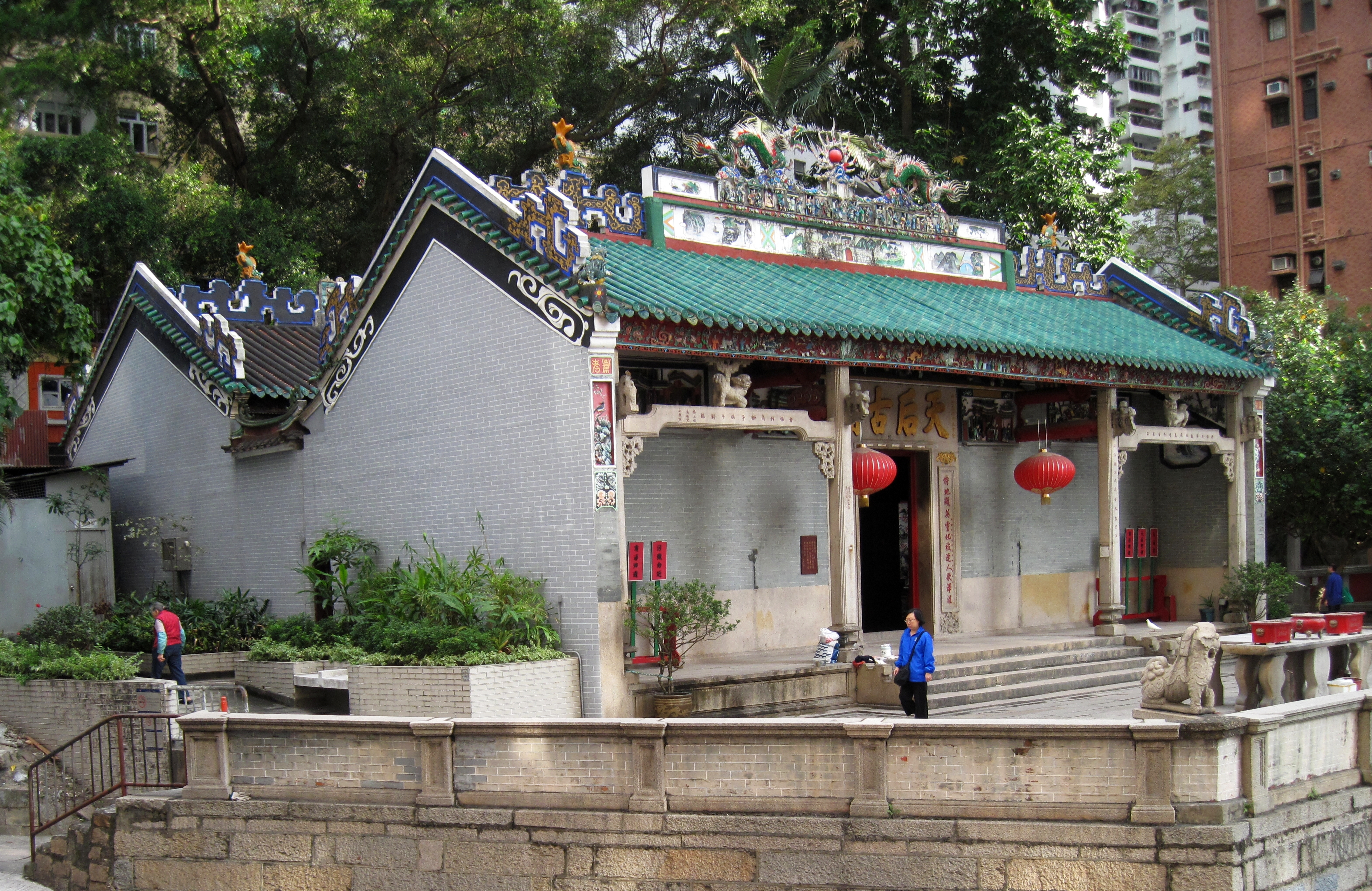
Tin-Hau-Tempelanlage
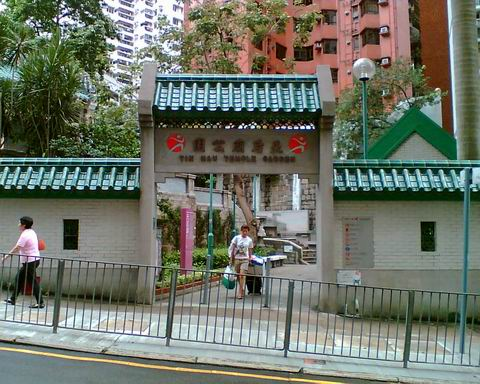
Zugang am Tin Hau Temple Road
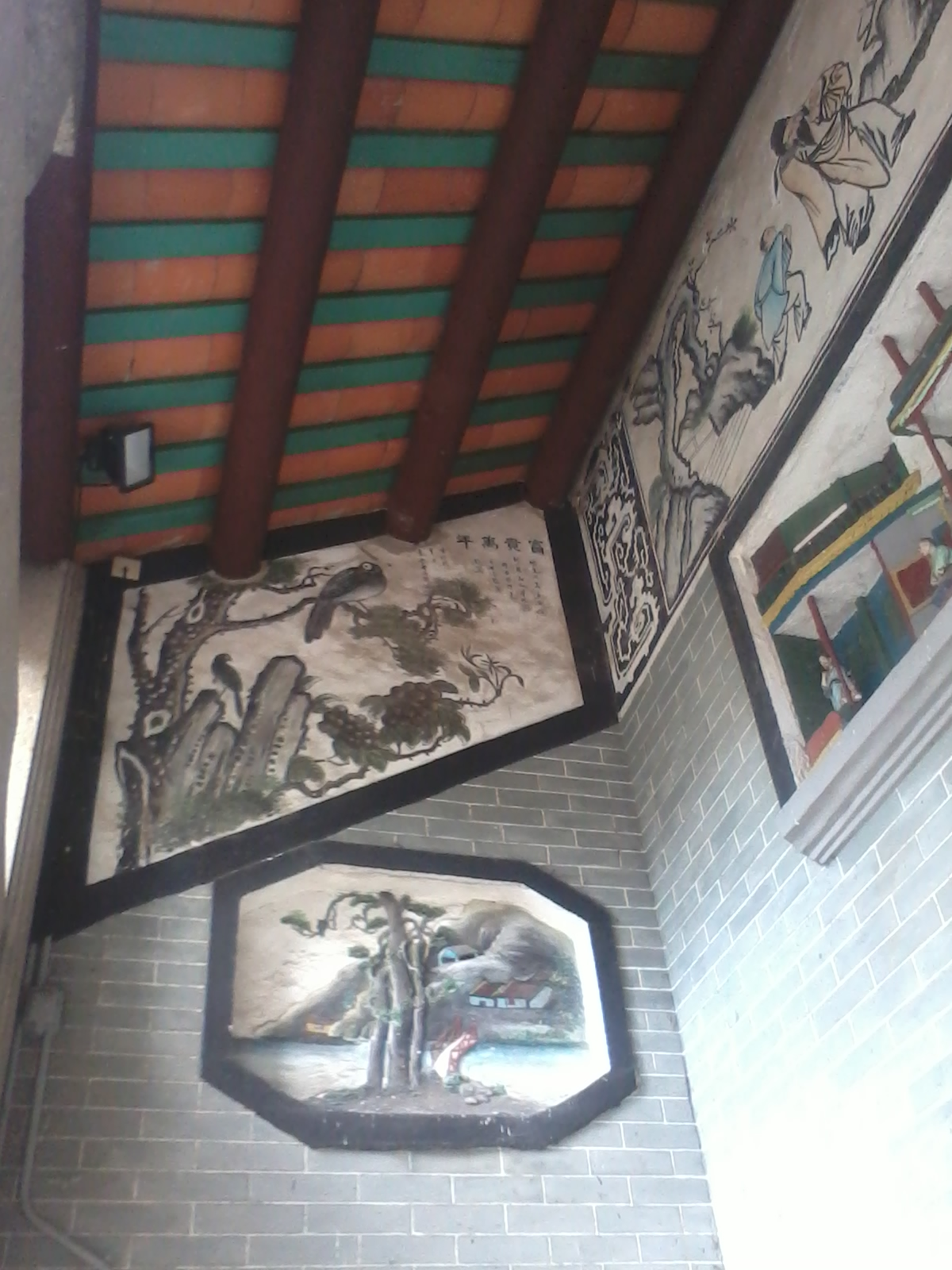
Wandschmuck – Bilder
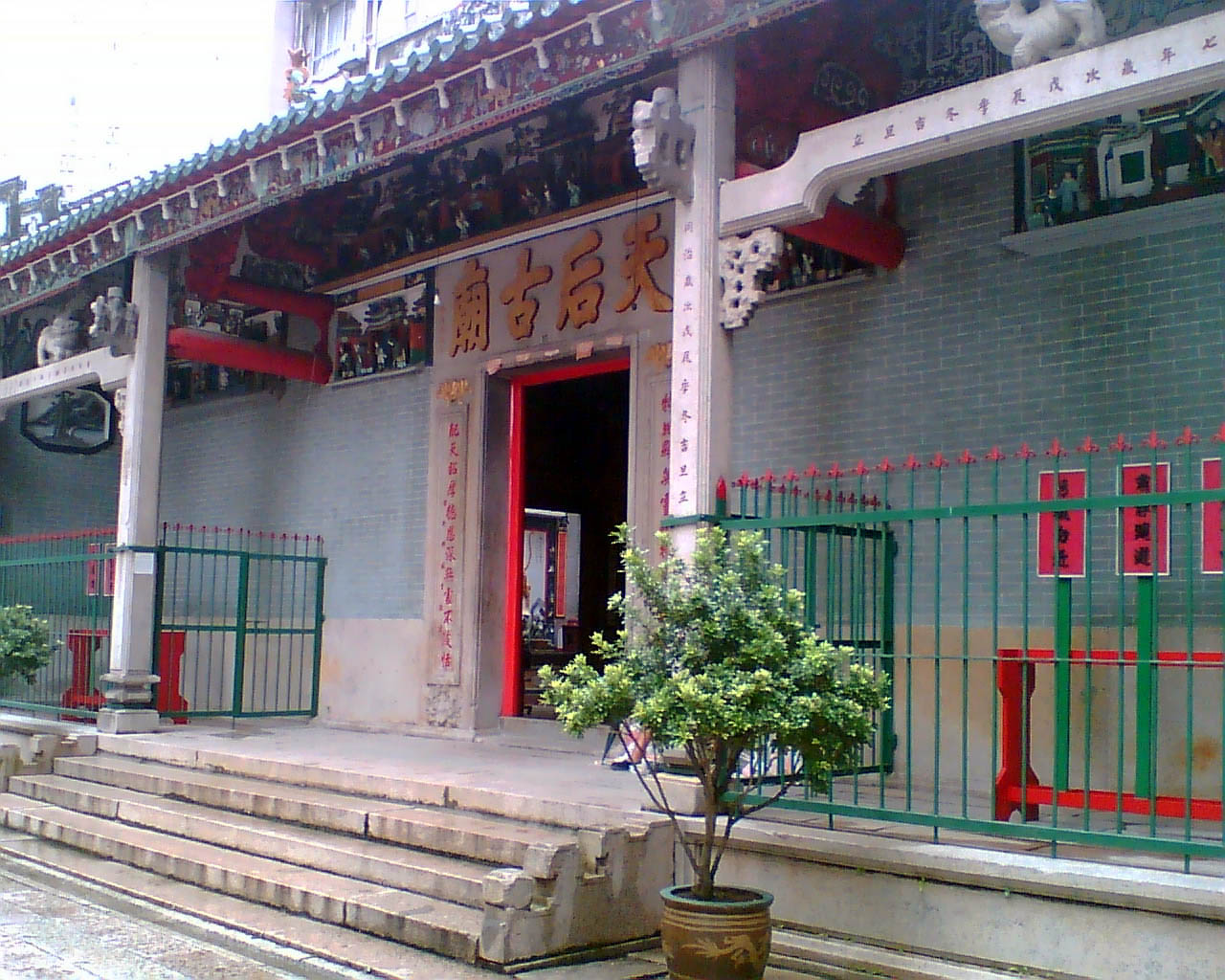
Eingang mit Schutzzaun
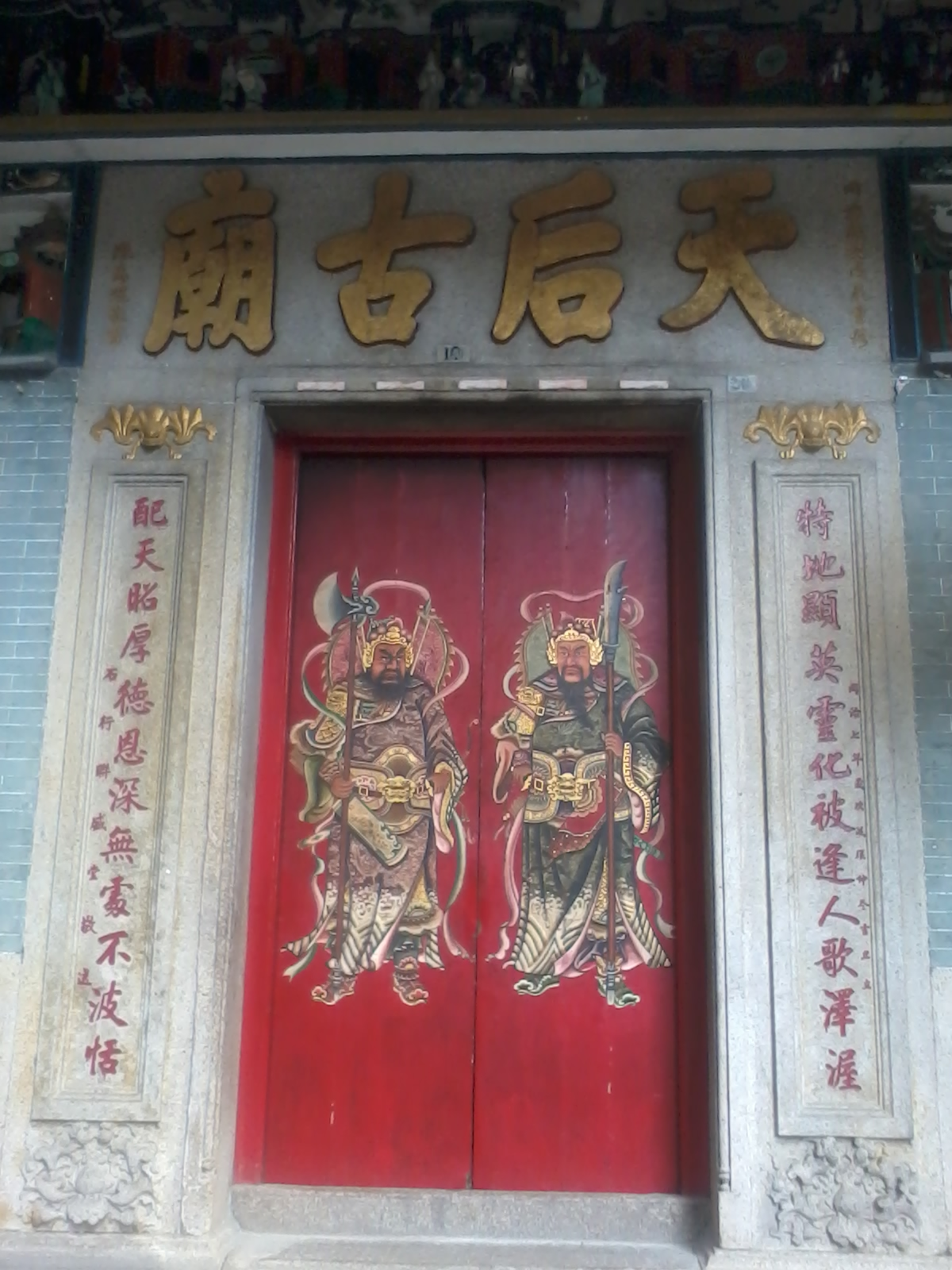
Schutzgottheit am Tor
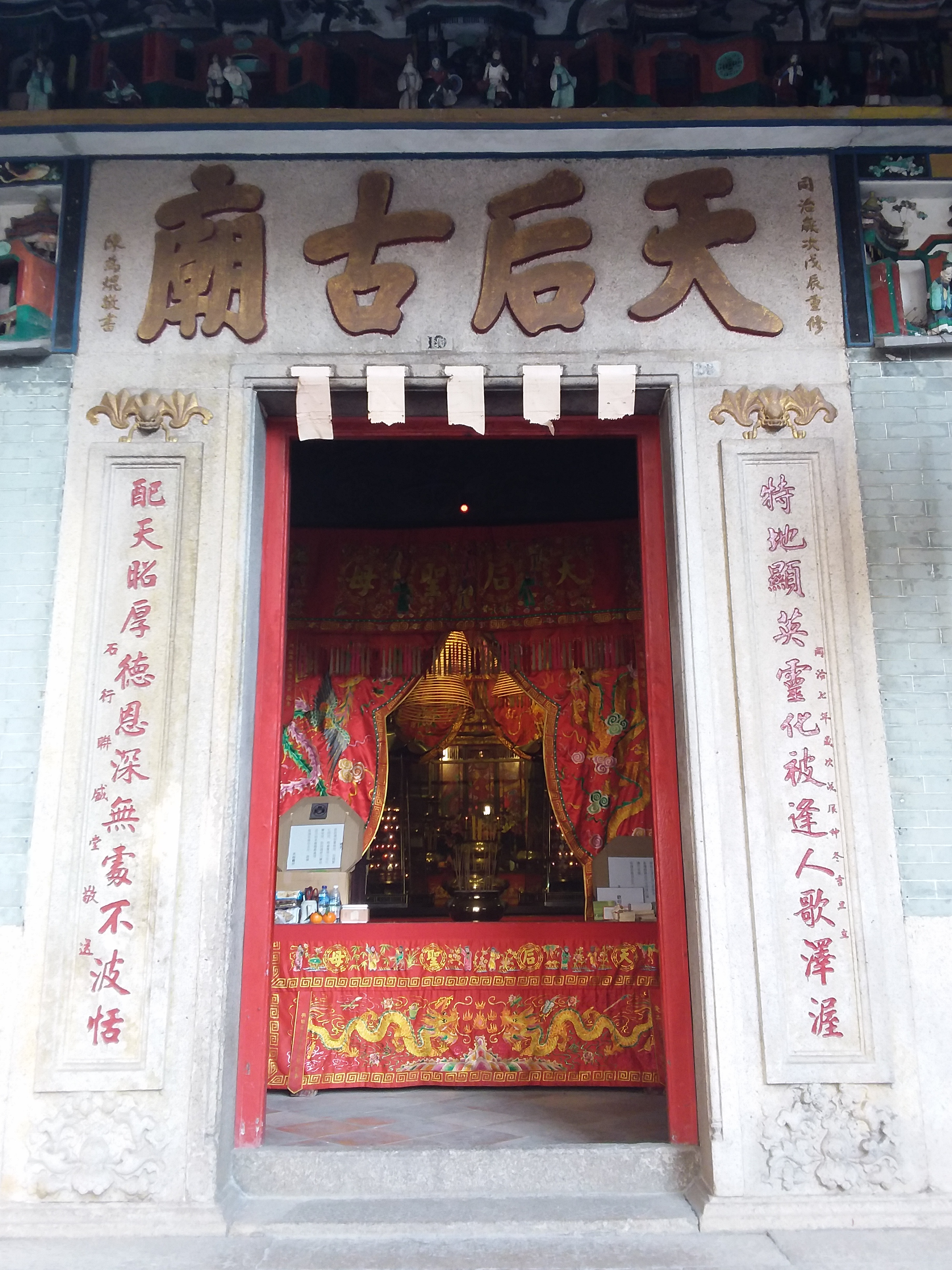
Altar des Tin-Hau-Tempels
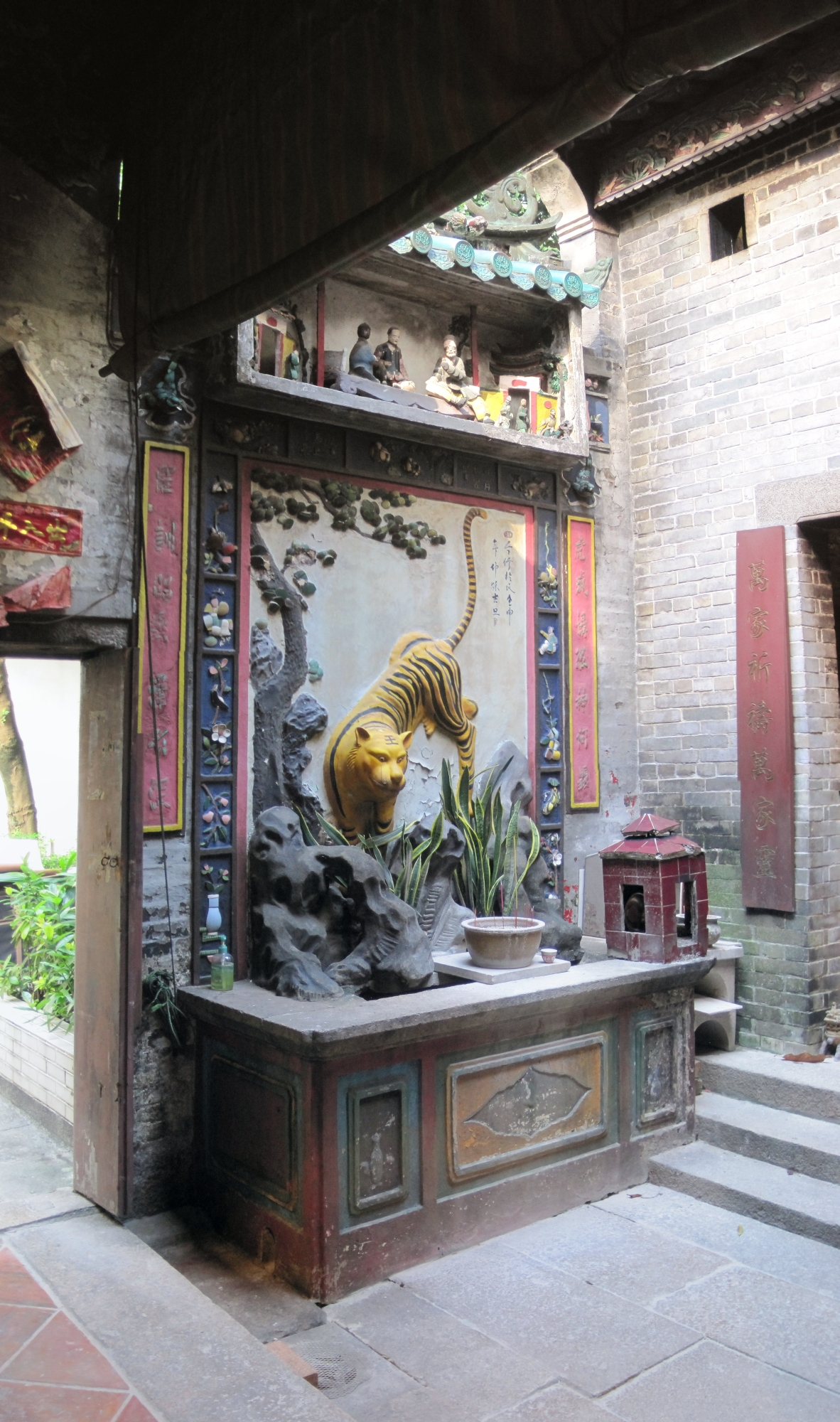
Kleiner Innenhof
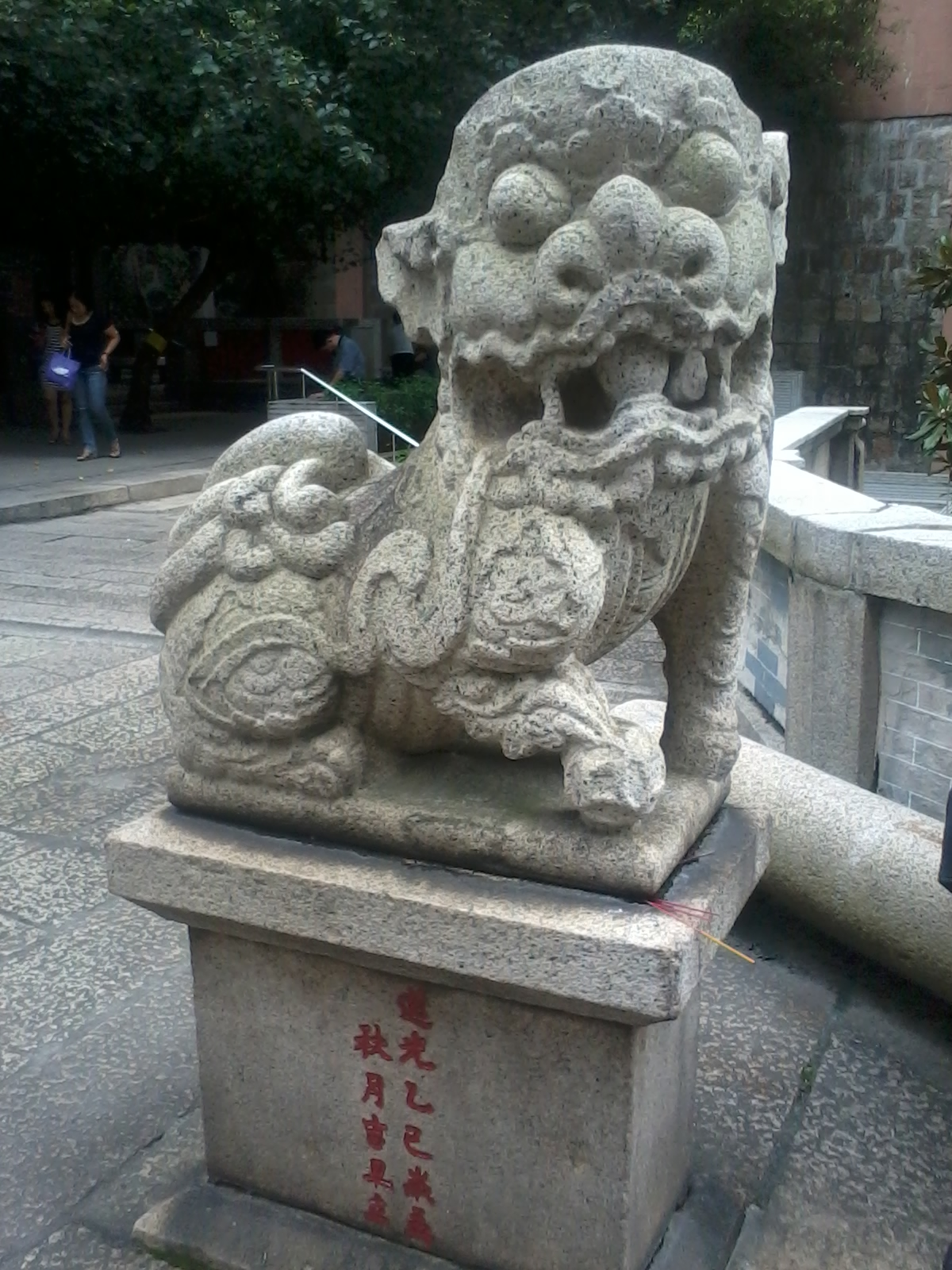
Wächterlöwe an der Pforte